# Dieter Müller
Pour les articles homonymes, voir Müller.
Dieter Müller, né le 1er avril 1954 à Offenbach en Hesse, est un footballeur international allemand, qui jouait au poste d'attaquant.

## Biographie
Après ses débuts professionnels dans le modeste club d'Offenbach, Müller rejoint en 1973 le FC Cologne, alors l'une des meilleures équipes ouest-allemandes, et s'y impose rapidement comme titulaire. Il entre dans la légende du football allemand en marquant trois buts lors de sa première sélection en équipe nationale face à la Yougoslavie en demi-finale de l'Euro 1976 à Belgrade. 
Entré en jeu à la 79e minute alors que la RFA est menée 1-2, Müller égalise dans la minute qui suit, puis marque pendant la prolongation deux autres buts qui envoient (4-2) son pays en finale. Il y marquera un nouveau but — qui lui permettra de terminer meilleur buteur de la compétition — mais ne pourra éviter la défaite de son équipe face à la Tchécoslovaquie lors d'une séance de tirs au but marquée par le penalty tiré par Antonin Panenka.
Müller continue sa progression avec Cologne où il remporte la Coupe en 1977, termine meilleur buteur de la Bundesliga en 1977 et 1978, et décroche le doublé Coupe-Championnat en 1978. Il est régulièrement appelé en sélection durant cette période malgré la concurrence féroce des Fischer, Heynckes, ou autres Hölzenbein, et participe au Mundial 1978 en Argentine où ses prestations sont décevantes, à l'image de son équipe nationale éliminée au second tour. Sa carrière internationale s'arrête là, après 12 sélections et 9 buts.
En baisse de forme, Müller quitte Cologne pour Stuttgart en 1981. Il n'y sera guère heureux et choisit de s'expatrier aux Girondins de Bordeaux l'année suivante. La réussite est immédiate : Müller apporte à l'attaque bordelaise la puissance qui lui faisait défaut et devient l'un des piliers de la grande équipe des Girondins, remportant deux titres nationaux (1984, 1985) et atteignant les demi-finales de la Coupe des Champions en 1985 face à la Juventus. Il quitte Bordeaux sur cette réussite et signe en Suisse aux Grasshoper Zürich, où il ne reste que quelques mois. Il retourne en Bundesliga à Sarrebruck, puis rejoint en 1987 les Kickers Offenbach en deuxième division allemande, avant de mettre un terme à sa carrière en 1989. Aujourd'hui, Müller est le président de son club d'origine, les Kickers Offenbach, et dirige une école de football.
Dieter Müller n'est pas apparenté à son légendaire homonyme Gerd, champion du monde 1974 avec la RFA, triple champion d'Europe (1974-1976) avec le Bayern Munich, et meilleur buteur de tous les temps en Championnat allemand (365 buts).
Le 4 octobre 2012, Dieter Müller a été victime d'un infarctus à la suite duquel il est resté quatre jours dans le coma. Aux dernières nouvelles (8 octobre 2012), il serait "sur la voie du rétablissement".

## Palmarès

### En club
- Champion d'Allemagne en 1978 avec le FC Cologne
- Champion de France en 1984 et 1985 avec les Girondins de Bordeaux

### EnÉquipe de RFA
- 12 sélections et 9 buts entre 1976 et 1978
- Participation au Championnat d'Europe des Nations en 1976 (Finaliste)

### Distinctions individuelles
- Meilleur buteur du Championnat d'Europe des Nations en 1976 (4 buts)
- Meilleur buteur du Championnat de RFA en 1977 (34 buts) et en 1978 (24 buts)